# Evangelische Jugend in Bayern
Die Evangelische Jugend in Bayern, kurz EJB, ist der Jugendverband der Evangelisch-Lutherischen Kirche in Bayern. Alle im Bereich der Evangelisch-Lutherischen Kirche in Bayern tätigen Gruppierungen evangelischer Jugend (Gemeindejugend und Verbandsjugend) gehören zu der Evangelischen Jugend in Bayern. Das gemeinsame Ziel ihrer Arbeit besteht darin, als „mündige und tätige Gemeinde Jesu Christi das Evangelium von Jesus Christus den jungen Menschen in ihrer Lebenswirklichkeit zu bezeugen“. Der Arbeit zugrunde liegt die Ordnung der Evangelischen Jugend in Bayern.
Im Rahmen der gemeindlichen Jugendarbeit untergliedert sich der Jugendverband in Landesebene, Dekanatsbezirke und Kirchenkreise sowie Gemeinde. Ergänzend gehören der Evangelischen Jugend in Bayern derzeit folgende eigenständige Zusammenschlüsse evangelischer Jugendarbeit an:
- Christlicher Verein Junger Menschen (CVJM Bayern)
- Christlicher Jugendbund (CJB Bayern)
- Entscheiden für Christus (EC Bayern)
- Evangelische Jugendsozialarbeit (EJSA Bayern)
- Evangelische Landjugend (ELJ Bayern)
- Verband Christlicher Pfadfinder*innen (VCP Land Bayern)[2]

Die Evangelische Jugendarbeit in Bayern erreicht etwa 154.000 Kinder, Jugendliche und junge Erwachsene. Hochgerechnet engagieren sich bayernweit ca. 15.750 ehrenamtliche Mitarbeiter.

## Landesebene – Struktur und Organe

### Landesjugendkammer
Die Landesjugendkammer ist das Leitungsgremium der Evangelischen Jugend in Bayern. Sie berät die kirchenleitenden Organe in Grundsatzfragen der Jugendarbeit und vertritt die evangelische Jugendarbeit gegenüber der Öffentlichkeit.
Der Landesjugendkammer gehören als Mitglieder an:
- elf Delegierte des Landesjugendkonventes
- je ein Vertreter der Mitgliedsverbände (CJB, CVJM, EC, EJSA, ELJ, VCP)
- zwei Vertreter der Landeskonferenz der hauptberuflichen Jugendreferenten und Jugendreferentinnen
- zwei Vertreter der Landeskonferenz der Dekanatsjugendpfarrer und Dekanatsjugendpfarrerinnen
- der Landesjugendpfarrer bzw. die Landesjugendpfarrerin

Die Landesjugendkammer wird für drei Jahre gewählt.

### Landesjugendkonvent
Der Landesjugendkonvent ist das jährliche Ehrenamtlichentreffen in der Evangelischen Jugend in Bayern. Die Teilnehmenden sind Delegierte aus Dekanatsbezirken und Landesverbänden. Der Landesjugendkonvent ermöglicht jungen Menschen Teilhabe an Entscheidungsprozessen, Stellungnahme zu aktuellen Themen aus Kirche, Politik und Gesellschaft sowie den Austausch über Glaube, Religion und die ehrenamtliche Tätigkeit. Der Landesjugendkonvent findet einmal jährlich und in der Regel am Christi-Himmelfahrt-Wochenende in Pappenheim statt.

### Landeskonferenzen
Die Landeskonferenzen der hauptberuflichen Jugendreferenten und Jugendreferentinnen für die kirchliche Jugendarbeit und der Dekanatsjugendpfarrer und Dekanatsjugendpfarrerinnen dienen dem Erfahrungsaustausch, der Fortbildung und der Vertretung berufsspezifischer Interessen. Sie entwickeln zusammen mit dem Amt für evangelische Jugendarbeit Zielvorstellungen für die evangelische Jugendarbeit. Sie treten in der Regel jährlich einmal zusammen. Seit 2010 finden beide Konferenzen zusammen statt und haben eine gemeinsame Geschäftsordnung.

### Amt für evangelische Jugendarbeit
Der Arbeitsbereich des Amtes für Jugendarbeit der Evangelisch-Lutherischen Kirche in Bayern (kurz: Amt für evangelisch Jugendarbeit, AfJ) umfasst die gesamte Jugendarbeit innerhalb der bayerischen Landeskirche. Das Amt für evangelische Jugendarbeit übernimmt geschäftsführende Tätigkeiten für den Jugendverband. Es hat seinen Sitz in Nürnberg und untersteht unmittelbar dem Landeskirchenrat. Leiter bzw. Leiterin des Amtes für evangelische Jugendarbeit ist der Landesjugendpfarrer bzw. die Landesjugendpfarrerin.
Fachreferate im Amt für evangelische Jugendarbeit sind (Stand 2019):
- Landesjugendpfarrer/-in
- Personal und Beratung
- Geschäftsführung
- Öffentlichkeitsarbeit
- Konzeption und Innovation
- Grundsatzfragen und Jugendpolitik
- Aus-, Fort- und Weiterbildung
- Arbeit mit Mädchen und jungen Frauen
- Ehrenamt
- Gesellschaftspolitische Jugendbildung
- Internationale Arbeit/Entwicklungspolitische Projekte
- Praxisentwicklung
- Prävention von sexualisierter Gewalt
- Schulbezogene Jugendarbeit
- jugendgemäße Spiritualität
- Sportarbeit

## Mittlere Ebene – Dekanate und Kirchenkreise
Angelehnt an die Struktur der bayerischen Landeskirche untergliedert sich die Evangelische Jugend in Bayern in 66 Dekanate sowie 6 Kirchenkreise (Auf Jugendebene: 7 Kirchenkreise).

### Dekanatsbezirke
Mehrere Kirchengemeinden bilden einen Dekanatsbezirk. Derzeit (Stand: September 2020) gibt es 66 Dekanatsbezirke mit 1535 Kirchengemeinden. An der Spitze eines Dekanats steht der Dekan bzw. die Dekanin. Auf Jugendebene wird ein Dekanat hauptberuflich vom Dekanatsjugendpfarrer und Dekanatsjugendreferenten betreut. Dekanatsjugendkammer (Gremium aus Haupt- und Ehrenamtlichen) und Dekanatsjugendkonvent (Ehrenamtlichentreffen) bilden die Entscheidungsgremien. Die Dekanate München und Nürnberg untergliedern sich zusätzlich in Regionen, wodurch die Struktur durch Regionaljugendreferenten, Regionaljugendkammern und Regionaljugendkonvente ergänzt wird.

### Kirchenkreise
Mehrere Dekanatsbezirke bilden einen Kirchenkreis. Das Amt für evangelische Jugendarbeit übernimmt die geschäftsführende Begleitung der Kirchenkreiskonferenzen. In der Regel finden zweimal im Jahr Kirchenkreiskonferenzen als Möglichkeit zu Austausch, Beratung und Fortbildung statt.
Kirchenkreise auf Jugendebene:
- Ansbach-Würzburg/Nord
- Ansbach-Würzburg/Süd
- Augsburg
- Bayreuth
- München
- Nürnberg
- Regensburg

## Gemeindejugendarbeit
Gemeindejugendarbeit ist Arbeit mit Kindern und Jugendlichen vor Ort in den Kirchengemeinden. Meist sind Jugendreferenten hauptberuflich angestellt, um Veranstaltungen, Freizeiten, Gruppen und Aktionen zu planen und zu koordinieren. Weitere Aufgaben sind die Begleitung und Unterstützung ehrenamtlicher Mitarbeiter und der Gremien (Mitarbeiterkreis, Jugendausschuss).

## Stiftung Evangelische Jugendarbeit in Bayern
Die Stiftung Evangelische Jugendarbeit in Bayern wurde am 31. Oktober 2009 in Nürnberg gegründet. Mit den aus der Stiftung zur Verfügung stehenden Mitteln sollen wirksame Beiträge zur Entwicklung und Aktivität evangelischer Jugendarbeit geleistet werden. Die Stiftung Evangelische Jugendarbeit in Bayern unterstützt Projekte und Aktionen aus den Reihen evangelischer Jugendarbeit in Bayern.

## Förderverein Evangelische Jugendarbeit in Bayern
1911 wurde der heutige Förderverein als Verband zur Pflege der evangelischen weiblichen Jugend in Bayern gegründet, um Jungmädchengruppen anzuregen und zu fördern. Seit 1934 ist er unter dem Dach des Amtes des Landesjugendpfarrers in der Evang.-Luth. Kirche in Bayern. Seit 1974 gibt es den Verein zur Förderung evangelischer Jugendarbeit in Bayern e.V. in seiner jetzigen Form. Ziel der Vereinsarbeit ist heute die Förderung und Unterstützung innovativer Projekte in der Evangelischen Jugend in Bayern. Zentrale Aufgaben des Vereins sind die Herausgabe der Zeitschrift „baugerüst“ und die Verwaltung des Selbstversorgerhauses „Josef-Scheutz-Hütte“ (Wurmstein).

## Weidenkirche in Pappenheim
Die Weidenkirche in Pappenheim wurde 2007 unter dem Motto „Kirche:natürlich!“ gepflanzt. Sie entstand in Kooperation der Evangelischen Jugend in Bayern mit der Evangelischen Landjugend in Bayern und dem Evangelischen Bildungs- und Tagungshaus in Pappenheim. Die 30 Meter lange Kirche besteht aus einem Gerüst aus Metallrohren, um das sich Weidenruten ranken. In der offenen Kirche finden zwischen Mai und Oktober an jedem ersten Samstag im Monat Gottesdienste statt.